# سوشما سيث
سوشما سيث هي ممثلة هندية (وحملت سابقاً جنسية الراج البريطاني)، ولدت في 20 يونيو 1936 بدلهي في الهند.

## أعمال

### أفلام
- (2000) نبض القلب
- (2001) أحيانا السعادة وأحيانا الحزن[4]
- (2003) غدا قد يأتي وقد لا يأتي[5]
- (2015) شاندار[6]

## وصلات خارجية
- سوشما سيث على موقع IMDb (الإنجليزية)
- سوشما سيث على موقع قاعدة بيانات الفيلم (الإنجليزية)